# N-05A
docomo STYLE series N-05A（ドコモスタイルシリーズ エヌ ぜろごー えー）は、日本電気（NEC）によって開発された、NTTドコモの第三世代携帯電話（FOMA）端末である。docomo STYLE seriesの端末。

## 概要
先代のN706ieをベースにして開発・設計され、N706ieの後継モデルとなっている。
デザインはほぼそのまま継承している。端末カラーの変更およびカラー別のサブディスプレイ色の変更、FOMAカードを挿入しない状態でも、ワンセグの視聴および録画をすることが可能となったことが、N706ieとの相違点である。
メニューの全領域が拡大文字に対応。さらに、ピクト表示・機能メニュー・ソフトキーも拡大表示される。また、メニュー階層も1階層ずつ表示画面内に収まるように配慮されている。また、サブ画面も先代と同様1.6インチと大きく、常時表示可能の時計表示などが利用出来る。また、200万画素のメインカメラのズーム機能を利用した「ケータイルーペ」を搭載しており、時刻表や新聞などの細かい文字を読む時にルーペ代わりに使用できる。（カメラレンズ横のスイッチを使用）
また、本体マイクで騒音を測定し、受話音量レベルの調整と音声ホルマントの強調を自動で行う「ハイパークリアボイス」を搭載しており、騒音の変化にも対応し聞き取りやすくした。また本体左横には「ワンタッチオープン」を搭載しており、着信時に通話を開始したり、メールや不在着信があった時にはメール内容や相手先の情報を確認することができる（あらかじめ設定が必要）。また、N705iの約2倍大きなキーサイズ、でかバイブ（強力なバイブレーション）、直デン（すばやく通話・メールをすることができる機能で、最大10件まで登録可能）など使いやすさに配慮された機能を搭載する。
大容量バッテリー搭載によるFOMA最長クラスの待受時間、連続通話時間（当時）も引き続き実現している。
当端末には卓上ホルダ（N19）がオプション設定されており、先代のN706ieと共用となっている。
なお、当端末は先代をベースに設計されているため、MicroSDカードは先代と同様2GBまでのSD規格までしか対応していない。
| 主な対応サービス                   | 主な対応サービス                                                    | 主な対応サービス                       | 主な対応サービス                                     |
| ---------------------------------- | ------------------------------------------------------------------- | -------------------------------------- | ---------------------------------------------------- |
| タッチパネル                       | FOMAハイスピード3.6Mbps                                             | Bluetooth                              | DCMX／おサイフケータイ                               |
| iアプリオンライン／地図アプリ      | 直感ゲーム／メガiアプリ                                             | iウィジェット                          | マチキャラ／iコンシェル                              |
| ホームU／ポケットU                 | GPS／ケータイお探し                                                 | デコメール／デコメ絵文字／デコメアニメ | iチャネル                                            |
| 着もじ／プッシュトーク             | テレビ電話／キャラ電                                                | 電話帳お預かりサービス                 | フルブラウザ                                         |
| おまかせロック／バイオ認証         | 外部メモリーへiモードコンテンツ移行／ユーザーデータ一括バックアップ | トルカ                                 | iC通信／iCお引越しサービス                           |
| きせかえツール／ダイレクトメニュー | バーコードリーダ／名刺リーダ                                        | 2in1※                                  | エリアメール／ソフトウェアーアップデート自動更新     |
| GSM／3Gローミング（WORLD WING）    | 着うたフル／うた・ホーダイ                                          | Music&Videoチャネル／ビデオクリップ    | デジタルオーディオプレーヤー(WMA)(AAC)(SDオーディオ) |

※BモードのメールはWebメールとなる。

### プリインストールiアプリ
- 絶対視覚
- デコメをつくろう
- 地図アプリ
- Gガイド番組表リモコン
- iD設定アプリ
- DCMXクレジットアプリ
- iアプリバンキング
- 楽オク出品アプリ
- FOMA通信環境確認アプリ

### ワンセグ機能
- クイックインフォ

## 歴史
- 2008年12月16日 - 技術基準適合証明（TELEC）通過
- 2009年1月13日 - 電気通信端末機器審査協会（JATE）通過
- 2009年3月11日 - L-03A・N-05Aの開発及び発売を発表
- 2009年3月17日 - 発売開始
- 2010年1月 - N-05A の製造を終了する
- 2016年2月29日 - この日をもって、修理受付並びにケータイあんしんてんけんサービスの受付を終了することが告知されている